# Parioli

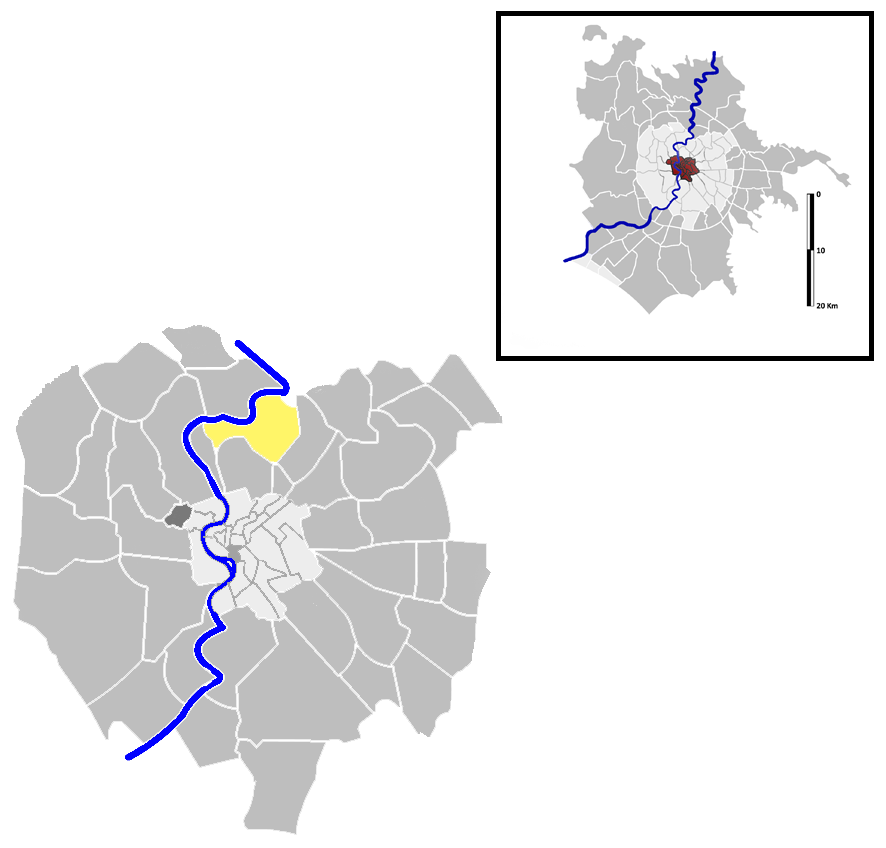
Quartiere Parioli

Parioli é o segundo quartiere de Roma e normalmente indicado como Q. II. Este mesmo topônimo indica a zona urbana 2B do Municipio Roma II da região metropolitana de Roma Capitale. Seu nome deriva de "monti Parioli", o nome dado a um grupo de colinas de tufo que existia no local antes de sua urbanização no início do século XX. Outra teoria defende que o nome é derivado de "peraioli", um referência ao cultivo de peras (em italiano:  peri) na região.

## Geografia

Brasão do Quartiere Parioli.

A região de Parioli fica ao norte de Roma, circunscrita pela curva para a esquerda do rio Tibre. Suas fronteiras são:
- ao norte, com o quartiere Q. XVIII Tor di Quinto, do qual está separado pelo rio Tibre, da Ponte Milvio até a desembocadura do rio Aniene, e com a zona Z. I Val Melaina, separada pelo rio Aniene, da desembocadura até a Ponte Salario.
- a leste com o quartiere Q. XVII Trieste, separado pela Via Salaria, da Ponte Salario até a Viale Liegi.
- ao sul com o quartiere Q. III Pinciano, separado por toda a Viale Liegi, toda a Viale dei Parioli e pela Viale Maresciallo Pilsudski até a Via Flaminia.
- a oeste com o quartiere Q. I Flaminio, separado pela Via Flaminia, da Viale Maresciallo Pilsudski até a Piazzale Cardinal Consalvi (Ponte Milvio).

A zona urbana tem as seguintes fronteiras:
- a norte com a zona 2A Villaggio Olimpico.
- a nordeste com a zona 2Y Villa Ada.
- a leste com a zona 2D Salario.
- ao sul com a zona 2X Villa Borghese.
- a oeste com a zona 2C Flaminio.

## História
Inicialmente, nas colinas de frente para o Tibre e para o Aniene estavam residências suburbanas rodeadas por suas propriedades que ficavam entre os limites da cidade e a zona rural de roma (em italiano:  Agro Romano): entre edifícios sombrios, estábulos e currais, se desdobrou uma rede de vielas sombrias. Depois da captura de Roma (1870), o quartiere Parioli se tornou um dos primeiros quinze quarteirões de Roma, demarcados em 1911 e instituídos oficialmente em 1921.
A construção da Viale Parioli foi uma iniciativa de Filonardi e Giorgi, proprietários dos terrenos interessados na criação de uma importante via de comunicação. O projeto deles previa, ao longo da estrada, a construção de elegantes villini ("pequenas villas"). O Viale Parioli, prolongado pelo Viale Liegi, foi concebido como uma "passagem pela cidade", com uma pista de galope à sombra de árvores.
Quando as ações imobiliárias que levaram à construção de novos edifícios ao longo da avenida desaceleraram, as dificuldades de construção ficaram evidentes, por um lado pela falta de registros da área, por outro, porque a antecipação da publicação do novo plano diretor causou um aumento dos preços das terras. Nos primeiros anos do século XX, as avenidas Tiziano e Pilsudsky foram estendidas, sempre concebidas como passeios para a classe média em ascensão. O arquiteto mais importante na região na época era Edmondo Sanjust di Teulada. Em 1909, o urbanista, fiel às suas conviccções, estabeleceu que não seriam construídos ali grandes edifícios, mas apenas villas e villinos com grandes jardins, mas a ideia ficou apenas no papel, porque o regulamento predial especial de 1922 definiu como o tipo de edifício ideal o prédio de quatro andares e dezenove metros de altura de frente para a rua e sem jardim. Com o advento do regime fascista, Parioli se transformou numa "zona aristocrática", destinada aos gerarcas do regime, mas também abrigando muitos nobres e expoentes da burocracia que se formou em Roma com o reino dos Saboia.
O loteamento do quartiere se completou durante a década de 1950. A demanda por residências cresceu durante o boom após a Segunda Guerra Mundial. Por causa das Olímpiadas de 1960, um grande desenvolvimento urbano ocorreu na área compreendida entre o sopé da Villa Glori, a Via Flaminia e o Viale Pilsudsky. Uma outra importante infraestrutura realizada para as Olimpíadas foi o Corso Francia, que termina nas colinas dos antigos montes Parioli, direcionando o tráfego no sentido da Piazza Ungheria de um lado e do centro da cidade do outro.
Com o plano regulator de Parioli de 1965, assim como nos demais quartieri da "periferia histórica", passou a ser possível aumentar a área e o volume dos edifícios em 30%, mas, através de demolições e reconstruções, era possível aumentar o espaço em até 100%. Adicionalmente, passou a ser permitida a alteração na destinação de uso das unidades residenciais. O resultado foi que a colina tipicamente residencial se transformou rapidamente numa zona de serviços e de trânsito, com a instalação de embaixadas e consulados, bancos, financeiras e uma miríade de estúdios e escritórios. Em paralelo, multiplicaram-se restaurantes e serviços de apoio, antes raros na região.

### O"pariolino"
A riqueza material que desde o início caracterizou a ocupação deste quartiere conferiu aos jovens habitantes locais o estereótipo de um estilo de vida de classe média alta, interessado por moda (especialmente a moda esportiva), automóveis caros e produtos de luxo. A imagem ficou tão forte que o termo "pariolino" passou a indicar em Roma também os jovens com este perfil que não residem em Parioli, especialmente com conotação pejorativa.

### Brasão
A descrição oficial do brasão de Parioli é: 
De gules com duas espadas em argento com cabo em or cruzadas em sautor e uma folha de palma vert posta in palo.

## Vias e monumentos
- Forte Antenne
- Ponte Flaminio
- Ponte Mílvia
- Ponte Salario‎

### Antiguidades romanas
- Antêmnas
- Catacumba dos Giordanos
- Catacumba de Santa Hilária
- Catacumba de Trasão
- Fonte de Ana Perena
- Hipogeu da Villa Glori
- Villa romana dell'Auditorium

## Edifícios

### Palácios evillas
- Palazzo CONI
- Palazzetto dello Sport
- Villa Ada
- Villa Glori
- Villa Grazioli
- Vila Olímpica

### Outros edifícios
- Auditorium Parco della Musica
- Museo Archeologico dell'Auditorium
- Museo degli strumenti musicali dell'Accademia nazionale di Santa Cecilia
- Stadio Flaminio
- Stadio Nazionale
- Teatro Euclide
- Teatro Parioli
- Teatro Piccolo

## Igrejas
- San Luigi Gonzaga
- San Roberto Bellarmino
- San Valentino (Viale XVII Olimpiade)

Desconsagradas
- Cappella dell'Istituto Pio XII delle Religiose dell'Assunzione

Templos não católicos
- Grande Mesquita de Roma